# EPCglobal Network
EPCglobal Network là mạng máy tính được sử dụng để chia sẻ dữ liệu sản phẩm giữa các đối tác thương mại.  Nó được tạo bởi EPCglobal.  Cơ sở cho luồng thông tin trong mạng là Mã sản phẩm điện tử (EPC), là mã định danh duy nhất trên toàn cầu cho mọi đối tượng vật lý ở mọi nơi trên thế giới, mọi lúc.  EPC có thể được mã hóa trong thẻ Nhận dạng tần số vô tuyến (RFID) nhưng không được thiết kế dành riêng cho việc sử dụng với các nhà cung cấp dữ liệu RFID.  Ví dụ, EPC cũng có thể được xây dựng dựa trên việc đọc các sóng mang dữ liệu quang, chẳng hạn như mã vạch tuyến tính.
Mạng EPCglobal quản lý thông tin động dành riêng cho từng đối tượng.  Điều này bao gồm dữ liệu liên quan đến chuyển động của một đối tượng trong suốt vòng đời sản phẩm.  Nó bao gồm các thành phần sau:
- Dịch vụ đặt tên đối tượng (ONS)
- Dịch vụ khám phá EPC (EPCDS)
- Dịch vụ thông tin EPC (EPCIS)
- Dịch vụ bảo mật EPC

ONS là một dịch vụ cho phép khám phá thông tin đối tượng trên cơ sở EPC.  Với Mã sản phẩm điện tử, URL hoặc địa chỉ IP phù hợp có thể được tìm kiếm trong cơ sở dữ liệu và thông tin được gửi lại cho người yêu cầu khi tìm thấy.  Thông tin thêm về đối tượng được liên kết với EPC cũng có thể được phát hiện dưới URL.  ONS có thể so sánh với Hệ thống tên miền, được sử dụng trên internet để dịch tên thành địa chỉ IP.  ONS là một khởi tạo của Dịch vụ Khám phá.
Dịch vụ Khám phá là một công cụ để tìm Dịch vụ Thông tin EPC trong mạng.  Chúng có thể được so sánh với các công cụ tìm kiếm của internet.  Họ cung cấp cho các đối tác thương mại khả năng tìm thấy tất cả các bên sở hữu một sản phẩm nhất định và chia sẻ thông tin về các sự kiện RFID liên quan đến sản phẩm đó.
EPCIS là một tiêu chuẩn được thiết kế để cho phép chia sẻ dữ liệu liên quan đến EPC giữa các ứng dụng khác nhau trong và giữa các doanh nghiệp.  Chia sẻ dữ liệu này nhằm mục đích cho phép một cái nhìn chung về thông tin đối tượng vật lý hoặc kỹ thuật số giữa những người tham gia Mạng EPCglobal. Kết quả là một bức tranh có thể chia sẻ về chuyển động vật lý và trạng thái của các sản phẩm trong chuỗi cung ứng. 
Dịch vụ bảo mật EPC là các công cụ cho phép truy cập an toàn vào thông tin của Mạng EPCglobal theo quyền truy cập của người tham gia.